# Le Secret de madame Blanche
Pour plus de détails, voir Fiche technique et Distribution.
Le Secret de madame Blanche (The Secret of Madame Blanche) est un film américain en noir et blanc de Charles Brabin sorti en 1933.

## Synopsis
Sally Sanders est une showgirl américaine en visite à Londres en 1898 lorsqu'elle épouse Leonard St. John, au grand dam de son père riche et snob, Aubrey St. Johns. Le couple s'installe en France. Lorsque Leonard est incapable de subvenir aux besoins de sa nouvelle épouse et de lui-même, il finit par rentrer chez son père pour demander de l'aide. St. Johns suggère que son fils divorce de sa femme et la garde comme maîtresse, tout en se mariant dans sa propre classe. Il accepte de reprendre son fils mais seulement s'il écrit à Sally pour mettre fin au mariage. Leonard, ne voyant pas d'alternative, accepte. Cependant, à la place, Leonard lui fournit une note de suicide et se tire une balle.
Lorsque St. Johns découvre que Sally portait son petit-fils, il la fait suivre par un détective privé dans l'espoir de saisir la garde de son unique héritier. Lorsque Sally, économisant pour retourner en Amérique, en est réduite à chanter dans un bordel français , St. Johns obtient rapidement une ordonnance du tribunal et saisit l'enfant pendant que Sally est au travail. Après avoir été assurée de sa défaite juridique, Sally se rend à St. Johns plaidant pour le retour de son fils à n'importe quelles conditions, et est grossièrement repoussée, interdite de tout contact avec la famille et menacée de prison si elle persiste. L'enfant doit être élevé sans contact ni connaissance de sa mère.
Pendant la Première Guerre mondiale , Leonard Junior ( Douglas Walton), maintenant adulte et en uniforme de militaire britannique, visite le bordel avec un rendez-vous, dans l'espoir d'obtenir une chambre, qui n'est pas disponible, et rencontre Sally, sans connaître l'identité de l'autre. Quand il devient ivre et désordonné, il est assommé et Sally prend soin de lui, apprenant son identité grâce à son rendez-vous, qu'elle renvoie à la maison avec une voiture. Lorsque Leonard se réveille, les deux se connaissent puis deviennent amis, et Sally apprend que son fils a été élevé pour mépriser les femmes, y compris sa mère, dont il n'a entendu que des mensonges, notamment qu'elle est morte. À ce moment, le père enragé du rendez-vous abandonné de Leonard arrive et se fraye un chemin dans l'établissement fermé, dans l'intention de tuer Leonard. Dans la lutte qui s'ensuit, Leonard tue l'homme avec l'arme de Sally. Elle le renvoie et avoue le meurtre,
St. John encourage son petit-fils à accepter le mensonge, s'attendant à du chantage, mais lors du procès de Sally, alors qu'elle plaide la légitime défense, il la reconnaît secrètement. Le procureur surprend alors tout le monde en démystifiant les aveux de Sally et en révélant l'identité et le motif de Sally pour protéger Leonard. Mère et fils sont joyeusement réunis alors que Leonard avoue être le vrai tireur et renonce avec colère à son grand-père.
Leonard est condamné à deux ans de prison pour la fusillade, et lors de la visite de Sally, les deux planifient leur voyage longtemps retardé en Amérique en tant que mère et fils.

## Fiche technique
- Titre original : The Secret of Madame Blanche
- Titre français : Le Secret de Mme Blanche
- Réalisation : Charles Brabin
- Scénario : Frances Goodrich et Albert Hackett d'après la pièce The Lady de Martin Brown
- Musique : William Axt
- Direction artistique : Cedric Gibbons
- Costumes : Adrian
- Photographie : Merritt B. Gerstad
- Montage : Blanche Sewell
- Société de production : MGM
- Pays de production :  États-Unis
- Langue : anglais
- Format : noir et blanc - 35 mm - 1,37:1 - Son monophonique (Western Electric Sound System)
- Genre : Mélodrame
- Durée : 84 minutes
- Dates de sortie : 
  - États-Unis : 3 février 1933
  - France : 13 décembre 1935